# Atletismo nos Jogos Pan-Americanos de 1959 - Revezamento 4x100 m feminino
A prova do revezamento 4x100 m feminino nos Jogos Pan-Americanos de 1959 foi realizada em Chicago, Estados Unidos.

## Medalhistas
| Ouro                                                                             | Prata                                                             | Bronze                                                                  |
| USA Estados Unidos Isabelle Daniels Barbara Jones Lucinda Williams Wilma Rudolph | PAN Panamá Carlota Gooden Jean Holmes Marcela Daniel Silvia Hunte | CAN Canadá Sally McCallum Valerie Jerome Heather Campbell Maureen Rever |

### Final
| Posição           | Nação              | Nomes                                                            | Tempo | Notas |
| ----------------- | ------------------ | ---------------------------------------------------------------- | ----- | ----- |
| Medalha de ouro   | USA Estados Unidos | Isabelle Daniels, Barbara Jones, Lucinda Williams, Wilma Rudolph | 46.4  |       |
| Medalha de prata  | PAN Panamá         | Carlota Gooden, Jean Holmes, Marcela Daniel, Silvia Hunte        | 48.2  |       |
| Medalha de bronze | CAN Canadá         | Sally McCallum, Valerie Jerome, Heather Campbell, Maureen Rever  | 48.5  |       |